# Det Bergen Grønlandske Compagnie
Det Bergen Grønlandske Compagnie (etwa „Die Bergener Grönländische Kompanie“), auch kurz Bergenskompagniet („Bergenkompanie“), war von 1721 bis 1726/27 die erste Handelskompanie, die mit der Kolonisierung Grönlands beschäftigt war.

## Geschichte
Die Bergenskompagniet wurde 1721 gegründet, um mittels Handel mit der grönländischen Bevölkerung deren Missionierung durch Hans Egede finanzieren zu können. König Friedrich IV. stellte einen Oktroy aus, der der Handelskompanie monopolistisch die Besegelung und den Handel in Grönland von Bergen aus ohne Zölle und Abgaben genehmigte.
In Grönland herrschten anfangs große Probleme bei der Annäherung zwischen Europäern und Grönländern vor, wodurch kaum Handel abgewickelt wurde. Zudem waren vor allem holländische Walfänger in Grönland aktiv, die im Gegensatz zu den Dänen zahlreiche Wale fingen und zudem bereits erfolgreich mit der Bevölkerung Tauschhandel betrieben. Bereits 1723 hatte die Handelskompanie kein Kapital mehr, woraufhin man unter anderem begann Einnahmen durch Lotterien in Dänemark und erhöhte Aufmerksamkeit bei möglichen Investoren zu generieren. Dazu schickte man 1724 mit Pooq und Qiperoq zwei Grönländer nach Europa, wo sie erst anlässlich der Geburtstage des Königs und seines jüngeren Bruders Carl von Dänemark am Hof präsentiert wurden und auf dem Esrum Sø vom Kajak aus Enten jagen sollten, und anschließend bei einem großen Aufzug in Kopenhagen der Bevölkerung präsentiert wurden. Die Parade war ein großes Spektakel für die Bevölkerung, die aber kein Interesse an finanzieller Förderung des Kolonieprojekts zeigte. In Grönland hatte man derweil im selben Jahr die Handelsstation Nipisat gegründet, die aber ebenfalls wirtschaftlich erfolglos war und bereits 1725 von holländischen Walfängern zerstört wurde.
Trotz aufgenommener Kredite ging es mit der finanziellen Lage der Kompanie schnell bergab. Es wurden Untersuchungen wegen des Verdachts auf Korruption eingeleitet, die sich jedoch nicht bewahrheiteten. 1726 ging die Handelskompanie bankrott und die Regierung beauftragte den ehemaligen Mitdirektor der Kompanie, Magnus Schiøtte, mit der Übernahme der Geschäfte, während eine Kommission die Zustände untersuchen und einen Plan entwerfen sollte. Hans Egede empfahl die Ausweitung des Kolonieprojekts. Daraufhin wurde 1727 die nicht mehr aktive private Bergenskompagniet aufgelöst und durch ein königliches Unternehmen, Det Kongelige Grønlandske Dessein, ersetzt.